# Rembrandt, schilder van de mens
Rembrandt, schilder van de mens è un cortometraggio documentario del 1957 diretto da Bert Haanstra e basato sulla vita del pittore olandese Rembrandt Harmenszoon Van Rijn.